# Дотор Баландзоне
Дотор Баландзоне (на италиански: Dottor Balanzone; на френски: Le Docteur) е доктор Грациано – маскиран персонаж от италианската Kомедия дел арте, комичен характер на старик от площадния театър. Той е част от северния (или венецианския) квартет, който се състои от него, Арлекино, Бригела и Панталоне.
Той е възрастен човек, който не слуша никого и си мисли, че знае всичко за всичко. Той е богат и образован болонски юрист с груб диалект. Непрекъснато се шегува, отчасти жестоко, с жените. Костюмът му задължително включва черна мантия, черно сако и черни панталони, черни обувки, черен кожен пояс и черна шапка. Маската му е уникална и е единствената от Комедия дел арте, която закрива само челото и носа. Тя подобно на останалите неща от облеклото му, е черна.